# Screen Actors Guild Award voor een uitstekende prestatie door een ensemble in een dramaserie
De Screen Actors Guild Award voor een uitstekende prestatie door een ensemble in een dramaserie (Engels: Outstanding Performance by an Ensemble in a Drama Series) wordt sinds 1994 uitgereikt. Het ensemble van NYPD Blue mocht de prijs als eerste in ontvangst nemen.

## Winnaars en genomineerden
De winnaars staan bovenaan in vette letters. De overige series die werden genomineerd staan eronder vermeld in alfabetische volgorde.

### 1994-1999
- 1994 (1e): NYPD Blue
  - Chicago Hope
  - ER
  - Law & Order
  - Picket Fences
- 1995 (2e): ER
  - Chicago Hope
  - Law & Order
  - NYPD Blue
  - Picket Fences
- 1996 (3e): ER
  - Chicago Hope
  - Law & Order
  - NYPD Blue
  - The X-Files
- 1997 (4e): ER
  - Chicago Hope
  - Law & Order
  - NYPD Blue
  - The X-Files
- 1998 (5e): ER
  - Law & Order
  - NYPD Blue
  - The Practice
  - The X-Files
- 1999 (6e): The Sopranos
  - ER
  - Law & Order
  - NYPD Blue
  - The Practice

### 2000-2009
- 2000 (7e): The West Wing
  - ER
  - Law & Order
  - The Practice
  - The Sopranos
- 2001 (8e): The West Wing
  - CSI: Crime Scene Investigation
  - Law & Order
  - Six Feet Under
  - The Sopranos
- 2002 (9e): Six Feet Under
  - 24
  - CSI: Crime Scene Investigation
  - The Sopranos
  - The West Wing
- 2003 (10e): Six Feet Under
  - CSI: Crime Scene Investigation
  - Law & Order
  - The West Wing
  - Without a Trace
- 2004 (11e): CSI: Crime Scene Investigation
  - 24
  - Six Feet Under
  - The Sopranos
  - The West Wing
- 2005 (12e): Lost
  - The Closer
  - Grey's Anatomy
  - Six Feet Under
  - The West Wing
- 2006 (13e): Grey's Anatomy
  - 24
  - Boston Legal
  - Deadwood
  - The Sopranos
- 2007 (14e): The Sopranos
  - Boston Legal
  - The Closer
  - Grey's Anatomy
  - Mad Men
- 2008 (15e): Mad Men
  - Boston Legal
  - The Closer
  - Dexter
  - House
- 2009 (16e): Mad Men
  - The Closer
  - Dexter
  - The Good Wife
  - True Blood

### 2010-2019
- 2010 (17e): Boardwalk Empire
  - The Closer
  - Dexter
  - The Good Wife
  - Mad Men
- 2011 (18e): Boardwalk Empire
  - Breaking Bad
  - Dexter
  - Game of Thrones
  - The Good Wife
- 2012 (19e): Downton Abbey
  - Boardwalk Empire
  - Breaking Bad
  - Homeland
  - Mad Men
- 2013 (20e): Breaking Bad
  - Boardwalk Empire
  - Downton Abbey
  - Game of Thrones
  - Homeland
- 2014 (21e): Downton Abbey
  - Boardwalk Empire
  - Game of Thrones
  - Homeland
  - House of Cards
- 2015 (22e): Downton Abbey
  - Game of Thrones
  - Homeland
  - House of Cards
  - Mad Men
- 2016 (23e): Stranger Things
  - The Crown
  - Downton Abbey
  - Game of Thrones
  - Westworld
- 2017 (24e): This Is Us
  - The Crown
  - Game of Thrones
  - The Handmaid's Tale
  - Stranger Things
- 2018 (25e): This Is Us
  - The Americans
  - Better Call Saul
  - The Handmaid's Tale
  - Ozark
- 2019 (26e): The Crown
  - Big Little Lies
  - Game of Thrones
  - The Handmaid's Tale
  - Stranger Things

### 2020-2029
- 2020 (27e): The Crown
  - Better Call Saul
  - Bridgerton
  - Lovecraft Country
  - Ozark
- 2021 (28e): Succession
  - The Handmaid's Tale
  - The Morning Show
  - Squid Game
  - Yellowstone
- 2022 (29e): The White Lotus
  - Better Call Saul
  - The Crown
  - Ozark
  - Severance
- 2023 (30e): Succession
  - The Crown
  - The Gilded Age
  - The Last of Us
  - The Morning Show
- 2024 (31e): Shōgun
  - Bridgerton
  - The Day of the Jackal
  - The Diplomat
  - Slow Horses